# Piavon (canale)
Il Piavon è un corso d'acqua del Veneto nord-orientale.
Il canale deriva dal fiume Lia nonché nasce da una risorgiva-lago a Oderzo e, sino all'omonima frazione di Oderzo è denominato Navisego. Tocca quindi Cavalier, Fossalta Maggiore, Chiarano, Santa Maria di Campagna, Cessalto, Ceggia e Fossà. Nei pressi di Cittanova si unisce al Grassaga per formare il canale Brian. Quest'ultimo, attraverso varie diramazioni, si immette nel Piave e nel Livenza.
Dopo Ceggia parte una diramazione che poi ritorna nel Piavon dopo alcuni chilometri. Detta Canalat e, verso la fine, canale Bella Madonna, rappresenta il paleoalveo del canale prima che, nell'Ottocento, fosse rettificato nel suo ultimo tratto. Il tratto finale è infatti coinvolto nelle aree di bonifica che si estendono tra Piave e Livenza.
In origine, con il Lia e il rio Piavesella, costituiva un importante affluente del Piave (donde il nome), come dimostrano gli antichi documenti, i depositi fluviali e i resti di argini. A conferma di ciò, presso Oderzo sono stati rinvenuti i resti di un porto romano che metteva in comunicazione la città alla Laguna Veneta.

La rotta della Cucca del 589 coinvolse anche il Piavon che si ridusse a un piccolo tributario del Piave. Solo durante il medioevo i Caminesi, feudatari del luogo, lo recuperarono mettendolo in comunicazione con il Lia tramite il Navisego.
Nel tratto tra Cessalto e Ceggia si affacciano alcune ville venete tra cui spicca Villa Zeno.